# 3'-포스포아데노신-5'-포스포설페이트
3'-포스포아데노신-5'-포스포설페이트(영어: 3'-Phosphoadenosine-5'-phosphosulfate, PAPS)는 아데노신 일인산의 유도체로 3' 위치가 인산화되어 있고, 5' 인산기에 황산기가 부착되어 있다. 3'-포스포아데노신-5'-포스포설페이트는 황산기전이효소 반응에서 가장 흔한 조효소이다. 3'-포스포아데노신-5'-포스포설페이트는 대사 중간생성물인 아데노신 5'-포스포설페이트(APS)의 인산화를 통해 생물체에서 내생적으로 합성된다. 사람에서 이러한 반응은 ATP를 인산기 공여체로 사용하는 이기능성 3'-포스포아데노신 5'-포스포설페이트 생성효소(PAPSS1 및 PAPSS2)에 의해 수행된다.

## 생성 및 환원
아데노신 5'-포스포설페이트(APS)와 3'-포스포아데노신-5'-포스포설페이트(PAPS)는 황산염 환원 미생물에 의해 수행되는 발열 반응인 황산염의 아황산염으로의 환원 반응의 대사 중간생성물이다. 이러한 생물에서 황산염은 호기성 생물이 전자 수용체로 O2를 사용하는 것과 유사한 전자 수용체 역할을 한다. 황산염은 직접적으로 환원되지는 않지만 아데노신 5'-포스포설페이트(APS) 또는 3'-포스포아데노신-5'-포스포설페이트(PAPS)의 형성에 의해 활성화되어야 한다. 이러한 활성화된 황산염 운반체는 ATP와의 반응에 의해 생성된다. 첫 번째 반응은 다음과 같이 황산 아데닐릴트랜스퍼레이스에 의해 촉매된다.
SO42− + ATP  →  아데노신 5'-포스포설페이트(APS) + PPi
아데노신 5'-포스포설페이트(APS)의 3'-포스포아데노신-5'-포스포설페이트(PAPS)로의 전환은 다음과 같이 아데닐릴-황산 키네이스에 의해 촉매된다.
아데노신 5'-포스포설페이트(APS) + ATP  →  3'-포스포아데노신-5'-포스포설페이트(PAPS) + ADP
|  |

아데노신 5'-포스포설페이트(APS)의 환원은 아황산염으로 이어지며, 이는 추가로 황화 수소로 환원되어 배출된다. 이 과정을 이화적 황산 환원이라고 한다. 보다 정교한 황산 에스터인 3'-포스포아데노신-5'-포스포설페이트(PAPS)의 환원은 황화 수소로 이어진다. 그러나 이 경우에 생성물은 생합성(예: 시스테인의 생성)에 사용된다. 후자의 경우 황산염이 동화되기 때문에 동화적 황산 환원이라고 한다.

## 같이 보기
- 황산기전이효소